# Хайман, Тамир
Тамир Хайман (иврит תמיר הימן ; род. 1969, Израиль) — израильский военный деятель, глава Управления разведки Генерального штаба Армии обороны Израиля с 2018 до 2021 года, генерал-майор. В данный момент возглавляет Институт исследований национальной безопасности (INSS).

## Биография
Родился в 1969 году в Израиле.

### Карьера
В армии Израиля с 1987 года.
Командовал различными подразделениями, частями и соединениями. Занимал различные штабные должности.
Принимал участие в различных боевых операциях. Является участником нескольких войн.
Глава Управления разведки Генерального штаба Армии обороны Израиля с 2018 до 2021 года.

## Награды
Имеет государственные награды Израиля.